# Aéroport domestique de Turaif
L'aéroport domestique de Turaif dessert la ville et la région de Turaif, nord de l'Arabie saoudite, près de la frontière jordanienne.

## Situation
Les aéroports les plus proches sont à Arar et Qurayyat.
| Neom Dammam Djeddah Riyadh Médine Al-Hofuf Yanbu Buraidah Abha Al Bahah Haïl Tabuk Ta'if Al-Jawf Al Wajh Arar Bisha Dawadmi Gurayat Najran Qaisumah Rafha Sharurah Al-`Ula Turaif Wadi al-Dawasir |

## Compagnies et destinations
| Compagnies     | Destinations                                               |
| -------------- | ---------------------------------------------------------- |
| Nesma Airlines | Haïl                                                       |
| Saudia         | Dammam-roi Fahd, Djeddah - Roi-Abdelaziz, Riyad-roi Khaled |

Édité le 29/05/2020

## Statistiques
Pour des raisons techniques, il est temporairement impossible d'afficher le graphique qui aurait dû être présenté ici.

Voir la requête brute et les sources sur Wikidata.